# Büttelborn

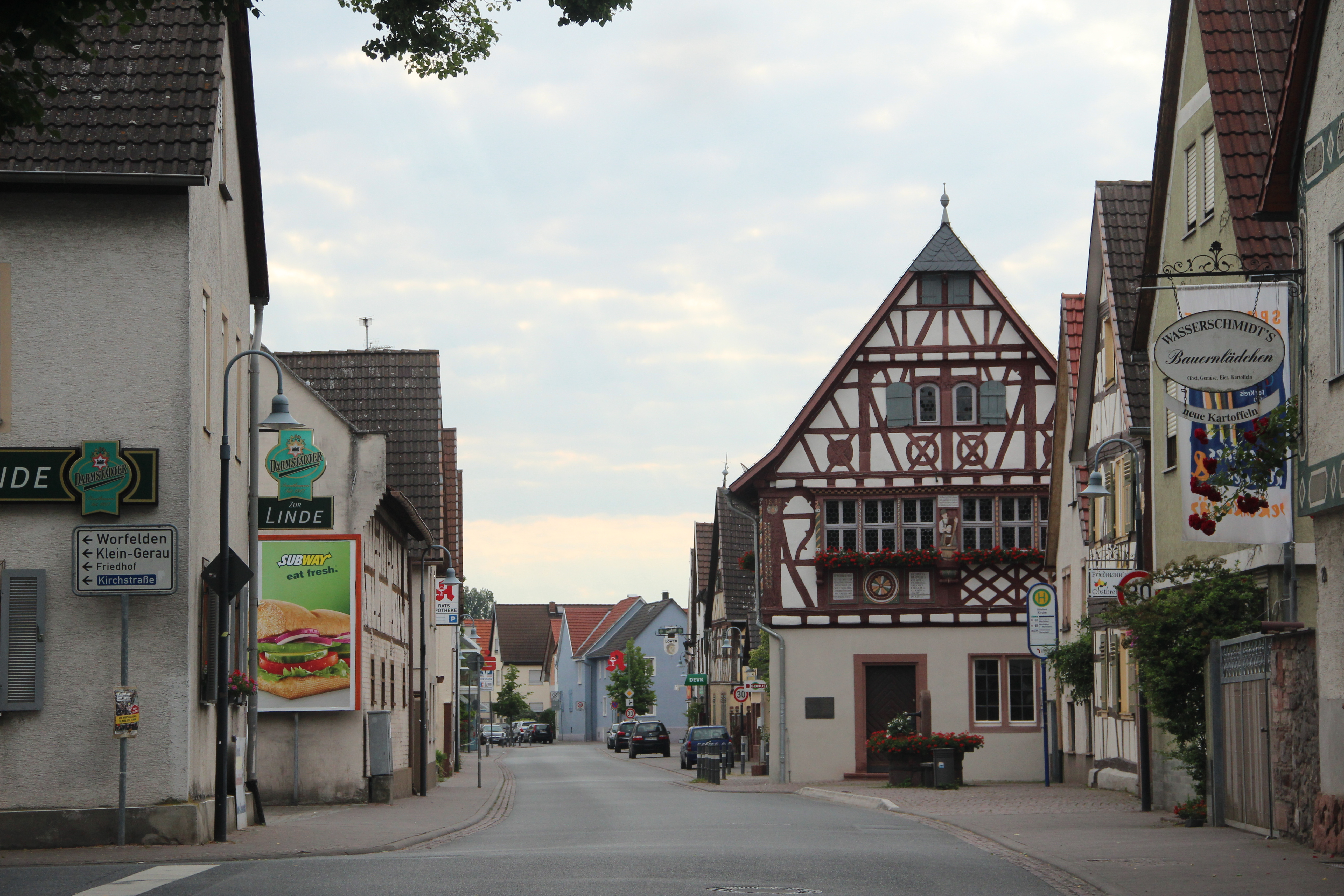
Alte Ortsmitte

Büttelborn (im lokalen Dialekt: Biddelborn) ist eine Gemeinde im südhessischen Kreis Groß-Gerau.

## Geographie

### Geographische Lage
Naturräumlich liegt Büttelborn am Rande des nördlichen hessischen Rieds in der Oberrheinischen Tiefebene, genauer an der Grenze zwischen dem nördlichen Oberrheintiefland und dem Rhein-Main-Tiefland.
Büttelborn liegt in direkter Nachbarschaft zur Kreisstadt Groß-Gerau. Die räumliche Nähe zu den Großstädten des Rhein-Main-Gebietes und die verkehrsgünstige Lage machen es zu einer attraktiven Wohngemeinde. Die nächsten größeren Städte sind Darmstadt (12 km östlich), Mainz (25 km), Wiesbaden (30 km nordwestlich) und Frankfurt am Main (30 km nordöstlich) sowie Mannheim (50 km südlich).

### Nachbargemeinden
|            | Mörfelden-Walldorf                          |             |
| Groß-Gerau | Kompassrose, die auf Nachbargemeinden zeigt | Weiterstadt |
|            | Griesheim                                   |             |

Das Gemeindegebiet grenzt im Westen an die Kreisstadt Groß-Gerau, im Norden an die Stadt Mörfelden-Walldorf (beide Landkreis Groß-Gerau), im Osten an die Stadt Weiterstadt und im Süden an die Stadt Griesheim (beide Landkreis Darmstadt-Dieburg).

### Gemeindegliederung
Die Gemeinde gliedert sich in die drei ehemals selbstständigen Ortsteile Büttelborn (5.829 Einwohner), Klein-Gerau (3.849 Einwohner) und Worfelden (4.536 Einwohner). (Stand: 31. Dezember 2011)

### Flächennutzung
Von der Gemarkungsfläche mit einer Gesamtgröße von 3.001 ha werden 1.741 ha landwirtschaftlich genutzt, 571 ha bestehen aus Wald, 334 ha aus Gebäuden und Freiflächen und 239 ha werden als Verkehrsflächen verwendet.

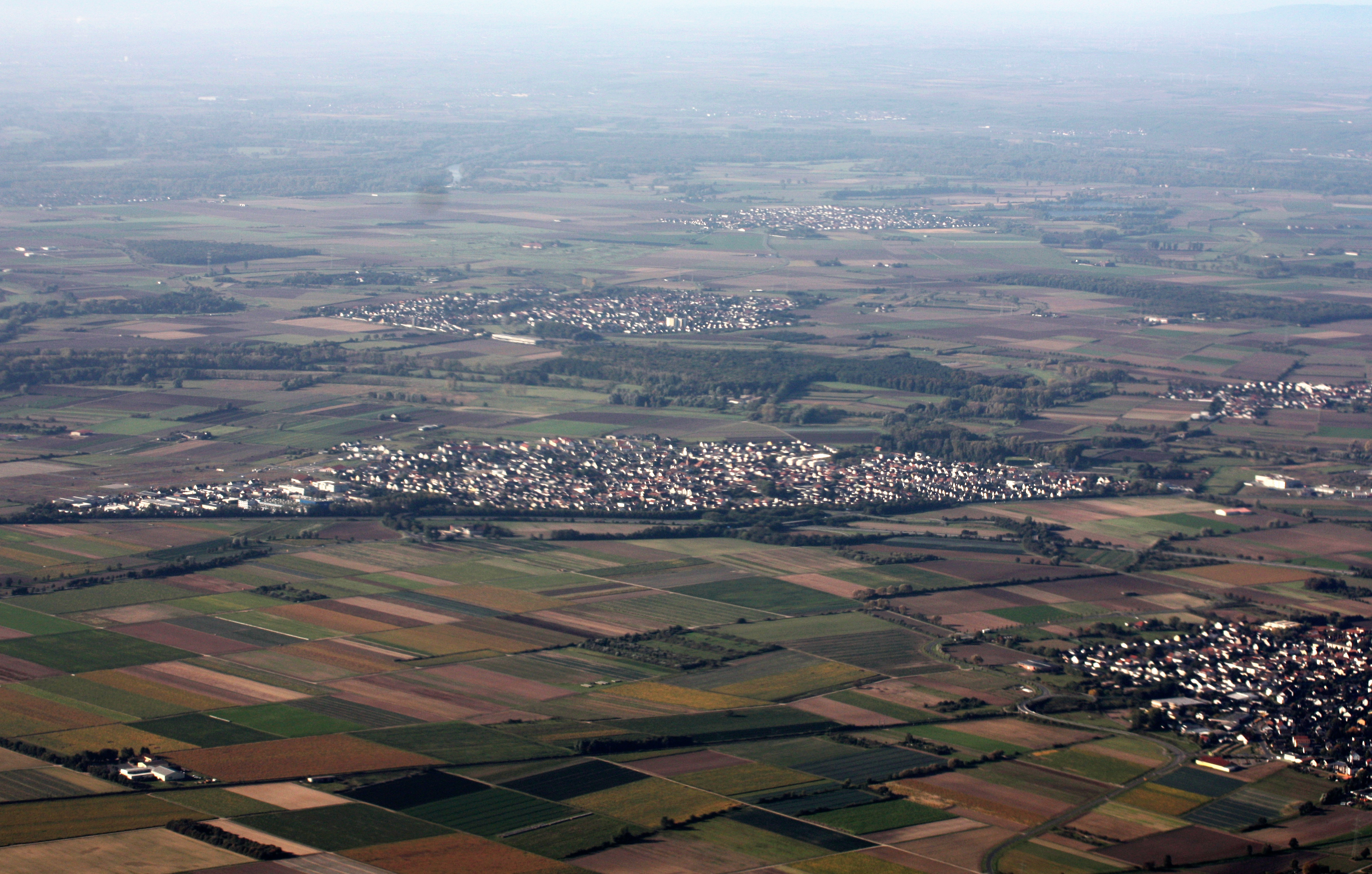
Luftaufnahme von Büttelborn (2010)
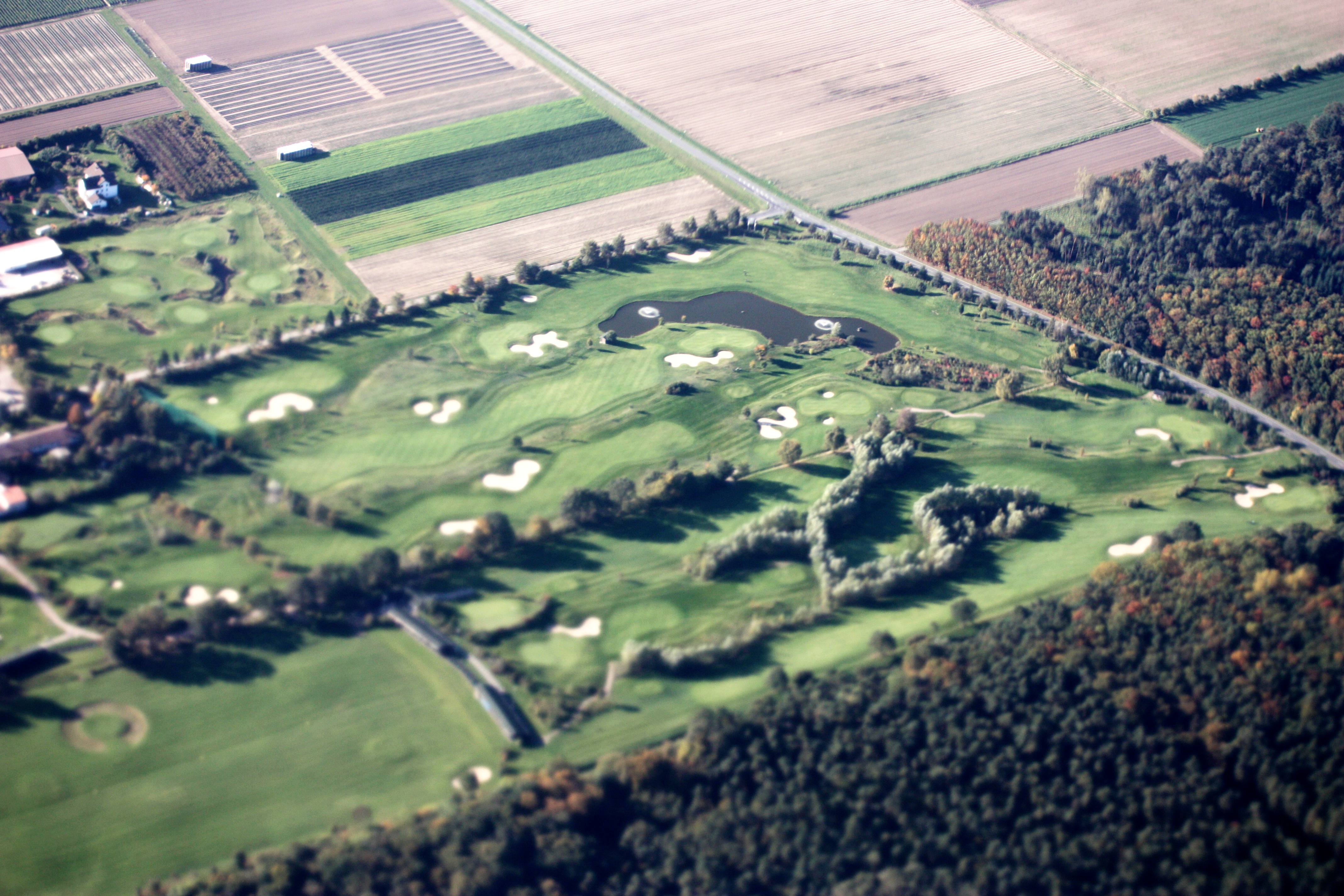
Luftaufnahme vom Golfplatz in Worfelden (2010)
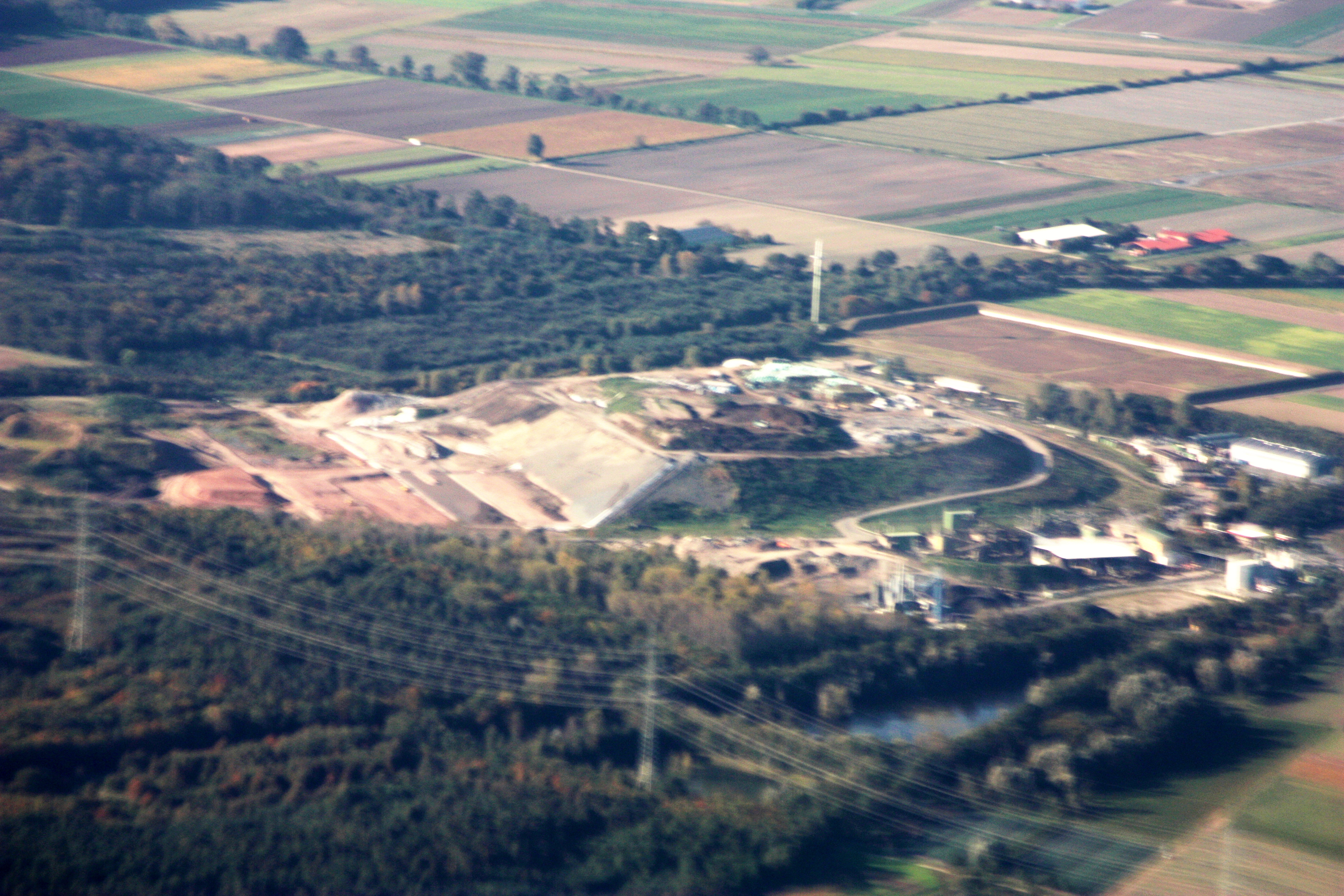
Luftaufnahme von den Riedwerken/Kreismülldeponie (2010)

### Klima
Das Klima im Gemeindegebiet ist relativ mild, trocken und sonnig. Die mittlere Tagesmitteltemperatur lag in den Jahren 1901 bis 2000 zwischen 10,1 und 11,0 °C, davon im Frühjahr und Herbst zwischen 9,1 und 10,0 °C, im Sommer zwischen 18,1 und 19,0 °C und im Winter zwischen 0 und 1 °C. Die Niederschlagsmenge ist ebenfalls relativ gering; sie lag im Mittel in den Jahren 1901 bis 2000 bei ca. 650 mm. Das führte bei der Wasserbilanz (Differenz zwischen Niederschlagsmenge und Verdunstung) zu einem etwa ausgeglichenen Wert, wobei sie in der westlichen Gemeindehälfte leicht negativ (−99 bis 0 mm) und in der östlichen Gemeindehälfte leicht positiv (0 bis 100 mm) war. Die mittlere Sonnenscheindauer ist dagegen relativ hoch und lag im Mittel zwischen 1951 und 2000 bei 1601 bis 1650 Stunden, im südlichen Gemeindegebiet sogar bis zu 1700 Stunden.
|                        | Jan   | Feb   | Mär  | Apr  | Mai  | Jun  | Jul  | Aug  | Sep  | Okt  | Nov  | Dez   |   |       |
| Mittl. Temperatur (°C) | 2,9   | 5,3   | 6,9  | 9,5  | 14,1 | 18,9 | 19,7 | 19,8 | 15,7 | 11,4 | 6,2  | 3,7   | ⌀ | 11,2  |
| Mittl. Tagesmax. (°C)  | 5,6   | 9,5   | 12,8 | 16,2 | 20,8 | 26,0 | 26,8 | 26,8 | 22,5 | 16,3 | 9,4  | 6,2   | ⌀ | 16,6  |
| Rekordmaximum (°C)     | 15,8  | 19,6  | 25,6 | 27,0 | 31,7 | 36,3 | 38,1 | 38,1 | 31,5 | 25,7 | 22,6 | 17,5  | ᐃ | 38,1  |
| Mittl. Tagesmin. (°C)  | 0,0   | 1,3   | 1,3  | 2,7  | 7,4  | 11,7 | 12,7 | 13,7 | 10,1 | 6,8  | 3,0  | 1,0   | ⌀ | 6     |
| Rekordminimum (°C)     | −11,6 | −12,5 | −7,0 | −5,7 | −1,9 | 4,0  | 5,8  | 7,3  | 3,0  | −1,8 | −7,3 | −12,8 | ᐁ | −12,8 |
|                        |       |       |      |      |      |      |      |      |      |      |      |       |   |       |
| Niederschlag (mm)      | 71,0  | 64,0  | 47,0 | 40,0 | 62,0 | 57,0 | 60,0 | 84,0 | 59,0 | 73,0 | 56,0 | 61,0  | Σ | 734   |
|                        |       |       |      |      |      |      |      |      |      |      |      |       |   |       |
| Regentage (d)          | 17    | 16    | 14   | 12   | 13   | 13   | 13   | 13   | 12   | 17   | 18   | 19    | Σ | 177   |

| 0,0 |

| 1,3 |

| 1,3 |

| 2,7 |

| 7,4 |

| 11,7 |

| 12,7 |

| 13,7 |

| 10,1 |

| 6,8 |

| 3,0 |

| 1,0 |

| 0,0 |

| 1,3 |

| 1,3 |

| 2,7 |

| 7,4 |

| 11,7 |

| 12,7 |

| 13,7 |

| 10,1 |

| 6,8 |

| 3,0 |

| 1,0 |

## Geschichte

### Frühgeschichte
Das Gebiet des heutigen Büttelborn ist bereits seit der Jungsteinzeit vor etwa 4.000 Jahren besiedelt.
Zwischen 70 und 260 n. Chr. war das südwestliche Hessen Teil des römischen Weltreiches. Der Limes verlief etwa 25 km nördlich von Büttelborn im Taunus. Zur Versorgung des etwa zwei Kilometer westlich des heutigen Ortskerns von Büttelborn gelegenen Kastells auf Esch in Groß-Gerau wurden in der Umgebung zahlreiche römische Bauernhöfe angelegt, so auch einer im heutigen Büttelborn. Seine Grundmauern wurden im Jahr 1891 freigelegt. Römische Münzfunde, Gefäßreste sowie ein römisches Grab sind weitere Beweise römischer Präsenz.
Aus fränkischer Zeit existiert etwa 650 m südlich des Ortskerns von Büttelborn ein Reihengräberfeld, das bereits 1904/06 erstmals entdeckt wurde. Es handelt sich dabei um ca. 550 Gräber aus der Zeit zwischen 580 und 750 n. Chr. Etwa 450 dieser Gräber wurden in den Jahren 1998 bis 2013 vom Hessischen Landesamt für Denkmalpflege freigelegt, untersucht und dokumentiert. Dabei wurden auch zahlreiche Grabbeilagen, darunter Glasfunde, die zwecks Konservierung teilweise an die Hochschule für Technik und Wirtschaft Berlin übergeben wurden, geborgen.

### Mittelalter und Frühe Neuzeit
Die älteste erhaltene Erwähnung stammt von 1211. Darin wird der Ort als Butelbrunne bezeichnet. Ab 1257 ist die Herrschaft der Grafen von Katzenelnbogen über den Ort belegt. Mit dem Erlöschen dieses Hauses kam das Amt Dornberg mit Büttelborn 1479 an die Landgrafschaft Hessen.
Bei der Teilung der Landgrafschaft Hessen unter den Erben Philipp des Großmütigen 1567 gelangte Büttelborn an die Landgrafschaft Hessen-Darmstadt. Noch deren erster Regent, Georg I., veranlasste, dass die von seinem Kanzler, Johann Kleinschmidt, zusammengestellte Rechtssammlung Landrecht der Obergrafschaft Katzenelnbogen dort rechtsverbindlich wurde. Sie galt in Büttelborn als Partikularrecht, subsidiär ergänzt um das Gemeine Recht, bis ans Ende des 19. Jahrhunderts. Erst das Bürgerliche Gesetzbuch, das einheitlich im ganzen Deutschen Reich galt, setzte zum 1. Januar 1900 das alte Partikularrecht außer Kraft.
Im Dreißigjährigen Krieg wurde Büttelborn 1645 von den Franzosen geplündert. Lebten vor dem Krieg etwa 500 Einwohner in Büttelborn, so waren es nach dessen Ende 1648 nur noch 50.

### Neuzeit
In der frühen Neuzeit waren auf unterster Ebene die Funktionen von Verwaltung und Rechtsprechung in einer gemeinsamen Institution (Amt) vereinigt. 1806 wurde die Landgrafschaft Hessen-Darmstadt als Rheinbundstaat zum Großherzogtum Hessen erhoben. Das Amt Dornberg mit Büttelborn waren der Provinz Starkenburg zugeordnet. Im Zuge der Verwaltungsreform von 1821 wurden die bisherigen Ämter aufgelöst, für die Verwaltungsaufgaben Landratsbezirke und für die Rechtsprechung Landgerichte eingerichtet. Für die übergeordnete Verwaltung in Büttelborn zuständig war nun der Landratsbezirk Dornberg. Für die Rechtsprechung wurde das Landgericht Großgerau eingerichtet, das mit der Reichsjustizreform und Wirkung vom 1. Oktober 1879 vom Amtsgericht Groß-Gerau ersetzt wurde.
1858 hatte Büttelborn erstmals mehr als 1000 Einwohner und wurde als „Weißkrautgemeinde“ bekannt, auch weil 1887 eine Sauerkrautfabrik erbaut wurde, die 35 Jahre lang Bestand hatte.
Nach der Machtergreifung Hitlers 1933 wurden auch in Büttelborn der frei gewählte Gemeinderat durch von der NSDAP bestimmte Personen ersetzt und Straßennamen im Sinne der NS-Ideologie umbenannt. Von den 33 jüdischen Familien, die 1933 in Büttelborn wohnten, konnten sich nur Personen, die der jüngeren Generation angehören, dem Holocaust durch rechtzeitige Flucht entziehen. Nach den Schrecken des Zweiten Weltkriegs kehrten zwar viele aus den umliegenden Großstädten evakuierte Menschen dorthin zurück, durch die Aufnahme von Flüchtlingen und Heimatvertriebenen wuchs die Büttelborner Bevölkerung aber weiter an.
Am 1. Januar 1977 wurde Büttelborn im Zuge der Gebietsreform in Hessen kraft Landesgesetz mit den Nachbargemeinden Klein-Gerau und Worfelden unter dem Namen Büttelborn zu einer neuen Gemeinde zusammengeschlossen. Sitz der Verwaltung ist Büttelborn. Ortsbezirke nach der Hessischen Gemeindeordnung wurden nicht errichtet.
Braunshardt Airfield
Im Herbst 1944 wurde in der Gemarkung Worfelden, heute Ortsteil von Büttelborn, nahe der Grenze zu Braunshardt, im Auftrag der Luftwaffe mit dem Bau eines Feldflugplatzes begonnen. Der Flugplatz wurde jedoch erst nach der Übernahme der US Air Force fertiggestellt, indem das fehlende Mittelstück mit Sandblechen belegt wurde. In Verkennung der genauen Lage erhielt der den Namen Braunshardt Airfield (siehe Braunshardt Flugplatz.) Nach einer kurzen Nutzungszeit durch die USAF wurden die Bleche und andere Teile der Start- und Landebahn von der Bevölkerung als Baumaterial verwendet, bis die Reste des Flugplatzes Mitte der 1960er Jahre entfernt und die Flächen wieder landwirtschaftlich genutzt wurden.
Flugplatz Büttelborn
Im Spätsommer 1944 wurde südsüdöstlich von Büttelborn westlich der heutigen Landesstraße 3303 ein weiterer Feldflugplatz angelegt. Der Flugplatz war unbefestigt und hatte die Abmessungen von ca. 1000 × 320 Metern. Er diente als sogenannter Schattenplatz (Ausweichflugplatz) und als Abstellplatz für nicht genutzte Flugzeuge. Die Fläche wird heute wieder als Ackerland genutzt.

### Verwaltungsgeschichte im Überblick
Die folgende Liste zeigt die Staaten und Verwaltungseinheiten, denen Büttelborn angehört(e):
- vor 1479: Heiliges Römisches Reich, Grafschaft Katzenelnbogen, Obergrafschaft Katzenelnbogen, Amt Dornberg
- ab 1479: Heiliges Römisches Reich, Landgrafschaft Hessen (durch Erbfall), Obergrafschaft Katzenelnbogen, Amt Dornberg
- ab 1567: Heiliges Römisches Reich, Landgrafschaft Hessen-Darmstadt, Obergrafschaft Katzenelnbogen, Amt Dornberg
- ab 1803: Heiliges Römisches Reich, Landgrafschaft Hessen-Darmstadt, Fürstentum Starkenburg, Amt Dornberg
- ab 1806: Großherzogtum Hessen,[Anm. 2] Fürstentum Starkenburg, Amt Dornberg[25]
- ab 1815: Großherzogtum Hessen, Provinz Starkenburg, Amt Dornberg
- ab 1821: Großherzogtum Hessen, Provinz Starkenburg, Landratsbezirk Dornberg
- ab 1832: Großherzogtum Hessen, Provinz Starkenburg, Kreis Groß-Gerau
- ab 1848: Großherzogtum Hessen, Regierungsbezirk Darmstadt
- ab 1852: Großherzogtum Hessen, Provinz Starkenburg, Kreis Groß-Gerau
- ab 1871: Deutsches Reich,[Anm. 3] Großherzogtum Hessen, Provinz Starkenburg, Kreis Groß-Gerau
- ab 1918: Deutsches Reich, Volksstaat Hessen,[Anm. 4] Provinz Starkenburg, Kreis Groß-Gerau
- ab 1938: Deutsches Reich, Volksstaat Hessen, Landkreis Groß-Gerau[26][Anm. 5]
- ab 1945: Amerikanische Besatzungszone,[Anm. 6] Groß-Hessen, Regierungsbezirk Darmstadt, Landkreis Groß-Gerau
- ab 1946: Amerikanische Besatzungszone, Hessen, Regierungsbezirk Darmstadt, Landkreis Groß-Gerau
- ab 1949: Bundesrepublik Deutschland, Hessen, Regierungsbezirk Darmstadt, Landkreis Groß-Gerau

## Bevölkerung

### Einwohnerstruktur 2011
Nach den Erhebungen des Zensus 2011 lebten am Stichtag, dem 9. Mai 2011, in Büttelborn 13.597 Einwohner. Darunter waren 1181 (8,7 %) Ausländer, von denen 549 aus dem EU-Ausland, 421 aus anderen europäischen Ländern und 211 aus anderen Staaten kamen. Von den deutschen Einwohnern hatten 13,7 % einen Migrationshintergrund. Die Einwohner lebten in 6141 Haushalten. Davon waren 2015 Singlehaushalte, 1836 Paare ohne Kinder und 1746 Paare mit Kindern, sowie 399 Alleinerziehende und 145 Wohngemeinschaften. Bei der Altersstruktur waren 750 Einwohner unter 6 Jahre alt, 1336 zwischen 6 und 15 Jahre alt, 9343 zwischen 16 und 66 und 2186 über 67. Gegenüber 2009 ist eine leichte Zunahme der Bevölkerung um 1 % zu verzeichnen.
Von den 13597 Einwohnern wohnen ca. 40 % in Büttelborn, 28 % in Klein-Gerau und 32 % in Worfelden. Es gibt 6811 Frauen und 6631 Männer, was einem Verhältnis von 1.027 weiblichen zu 1.000 männlichen Einwohnern entspricht.

### Einwohnerentwicklung
| • 1629: | 102 Hausgesesse            |
| • 1791: | 573 Einwohner              |
| • 1800: | 535 Einwohner              |
| • 1806: | 570 Einwohner, 100 Häuser  |
| • 1829: | 727 Einwohner, 114 Häuser  |
| • 1867: | 1126 Einwohner, 157 Häuser |

| Büttelborn: Einwohnerzahlen von 1791 bis 2015 | Büttelborn: Einwohnerzahlen von 1791 bis 2015 | Büttelborn: Einwohnerzahlen von 1791 bis 2015 | Büttelborn: Einwohnerzahlen von 1791 bis 2015 | Büttelborn: Einwohnerzahlen von 1791 bis 2015 |
| --- | --------------------------------------------- | --------------------------------------------- | --------------------------------------------- | --------------------------------------------- |
| Jahr |                                               |                                               |                                               | Einwohner                                     |
| 1791 | 1791                                          |                                               | 573                                           | 573                                           |
| 1800 | 1800                                          |                                               | 535                                           | 535                                           |
| 1816 | 1816                                          |                                               | 570                                           | 570                                           |
| 1829 | 1829                                          |                                               | 727                                           | 727                                           |
| 1834 | 1834                                          |                                               | 760                                           | 760                                           |
| 1840 | 1840                                          |                                               | 802                                           | 802                                           |
| 1846 | 1846                                          |                                               | 896                                           | 896                                           |
| 1852 | 1852                                          |                                               | 944                                           | 944                                           |
| 1858 | 1858                                          |                                               | 1.003                                         | 1.003                                         |
| 1864 | 1864                                          |                                               | 1.095                                         | 1.095                                         |
| 1871 | 1871                                          |                                               | 1.124                                         | 1.124                                         |
| 1875 | 1875                                          |                                               | 1.135                                         | 1.135                                         |
| 1885 | 1885                                          |                                               | 1.298                                         | 1.298                                         |
| 1895 | 1895                                          |                                               | 1.477                                         | 1.477                                         |
| 1905 | 1905                                          |                                               | 1.592                                         | 1.592                                         |
| 1910 | 1910                                          |                                               | 1.718                                         | 1.718                                         |
| 1925 | 1925                                          |                                               | 1.991                                         | 1.991                                         |
| 1939 | 1939                                          |                                               | 2.447                                         | 2.447                                         |
| 1946 | 1946                                          |                                               | 2.564                                         | 2.564                                         |
| 1950 | 1950                                          |                                               | 2.940                                         | 2.940                                         |
| 1956 | 1956                                          |                                               | 3.055                                         | 3.055                                         |
| 1961 | 1961                                          |                                               | 3.233                                         | 3.233                                         |
| 1967 | 1967                                          |                                               | 3.762                                         | 3.762                                         |
| 1970 | 1970                                          |                                               | 3.811                                         | 3.811                                         |
| 1972 | 1972                                          |                                               | 4.009                                         | 4.009                                         |
| 1976 | 1976                                          |                                               | 9.127                                         | 9.127                                         |
| 1984 | 1984                                          |                                               | 10.647                                        | 10.647                                        |
| 1992 | 1992                                          |                                               | 11.613                                        | 11.613                                        |
| 2000 | 2000                                          |                                               | 13.300                                        | 13.300                                        |
| 2005 | 2005                                          |                                               | 13.343                                        | 13.343                                        |
| 2010 | 2010                                          |                                               | 13.673                                        | 13.673                                        |
| 2011 | 2011                                          |                                               | 13.597                                        | 13.597                                        |
| 2015 | 2015                                          |                                               | 14.399                                        | 14.399                                        |
| Datenquelle: Historisches Gemeindeverzeichnis für Hessen: Die Bevölkerung der Gemeinden 1834 bis 1967. Wiesbaden: Hessisches Statistisches Landesamt, 1968. Weitere Quellen: ; 1791:; 1972:; 1976:; 1984:; 1992:; 2000:; 2005:; 2010:; Zensus 2011; 2015: Die Zahlen ab 1976 enthalten die im Zuge der Gebietsreform in Hessen eingegliederten Orte. |                                               |                                               |                                               |                                               |

### Erwerbstätigkeit
- 1845: 78 Ackerleute: 34 Gewerbetreibende; 60 Tagelöhner[12]
- 1969: 38 Land- u. Forstwirtschaft, Fischerei; 377 Produzierendes Gewerbe; 224 Baugewerbe; 211 Handel; 378 Banken und Versicherungen, Dienstleistungen; 87 Sonstiges[42]

Die Gemeinde im Vergleich mit Landkreis, Regierungsbezirk Darmstadt und Hessen:
|                                                   | Jahr | Gemeinde | Landkreis | Regierungsbezirk | Hessen    |
| ------------------------------------------------- | ---- | -------- | --------- | ---------------- | --------- |
| Sozialversicherungspflichtig Beschäftigte         | 2017 | 2.594    | 98.042    | 1.695.567        | 2.524.156 |
| Veränderung zu                                    | 2000 | +100,8 % | +5,4 %    | +16,1 %          | +16,0 %   |
| davon Vollzeit                                    | 2017 | 74,3 %   | 75,9 %    | 72,8 %           | 71,8 %    |
| davon Teilzeit                                    | 2017 | 25,7 %   | 24,1 %    | 27,2 %           | 28,2 %    |
| Ausschließlich geringfügig entlohnte Beschäftigte | 2017 | 547      | 13.048    | 224.267          | 372.991   |
| Veränderung zu                                    | 2000 | +64,3 %  | −9,6 %    | +9,0 %           | +8,8 %    |

| Branche                         | Jahr | Gemeinde | Landkreis | Regierungsbezirk | Hessen |
| ------------------------------- | ---- | -------- | --------- | ---------------- | ------ |
| Produzierendes Gewerbe          | 2000 | 28,8 %   | 43,8 %    | 27,0 %           | 30,6 % |
|                                 | 2017 | 22,1 %   | 33,2 %    | 20,4 %           | 24,3 % |
| Handel, Gastgewerbe und Verkehr | 2000 | 29,2 %   | 27,6 %    | 26,4 %           | 25,1 % |
|                                 | 2017 | 40,7 %   | 27,9 %    | 24,7 %           | 23,8 % |
| Unternehmensdienstleistungen    | 2000 | 16,5 %   | 14,0 %    | 25,1 %           | 20,2 % |
|                                 | 2017 | 13,7 %   | 19,9 %    | 31,6 %           | 26,1 % |
| Sonstige Dienstleistungen       | 2000 | 23,3 %   | 13,7 %    | 20,1 %           | 22,5 % |
|                                 | 2017 | 18,2 %   | 18,6 %    | 23,0 %           | 25,4 % |
| Sonstiges (bzw. ohne Zuordnung) | 2000 | 2,2 %    | 1,0 %     | 1,4 %            | 1,5 %  |
|                                 | 2017 | 5,3 %    | 0,5 %     | 0,3 %            | 0,4 %  |

## Religion

### Christentum
Der erste Beleg für das Vorhandensein einer Kirche stammt aus dem Jahr 1358 als eine „capelle“ erwähnt wurde. In den historischen Dokumenten gibt es aus dem Jahr 1557 den Hinweis auf eine „St. Jost Kapelle vor dem Ort“. Als Kirchenpatron wurde 1557 „Jacob“ erwähnt. Das Kirchenpatronat hatten 1523 die Landgrafschaft Hessen und davor die Grafen von Katzenelnbogen inne.
Bis vor dem Zweiten Weltkrieg war Büttelborn rein evangelisch. Durch den Zuzug von Flüchtlingen nach Kriegsende waren ca. 16 % der Bevölkerung katholisch. 1987 wurde eine katholische Kirche eingeweiht, die von der Pfarrgemeinde St. Nikolaus von der Flüe unterhalten wird.
Daten zur Religionszugehörigkeit
- 1829: 713 lutheranische (= 98,07 %), 14 jüdische (= 1,93 %) Einwohner[11]
- 1845: 783 lutheranische und 17 jüdische Einwohner[12]
- 1961: 2607 evangelische (= 80,64 %), 409 katholische (= 12,65 %) Einwohner[14]
- 1997: 6064 evangelische (= 45 %), 2817 katholische (= 21 %) Einwohner[42]
- 2011: 5550 evangelische (= 40,8 %), 2440 katholische (= 17,9 %), 260 orthodoxe (= 1,9 %), 590 andersgläubige (= 4,3 %), 4620 sonstige (= 34,0 %) Einwohner[43]

Heutige Situation
Als kirchliche Verwaltungen sind heute für Büttelborn das katholische Dekanat Rüsselsheim des Bistums Mainz und das evangelische Dekanat Groß-Gerau-Rüsselsheim der Evangelischen Kirche in Hessen und Nassau zuständig.
Heutige Kirchengemeinden sind:
- Evangelische Kirchengemeinde Büttelborn
- Evangelische Kirchengemeinde Worfelden
- Evangelische Kirchengemeinde Klein-Gerau
- Katholische Pfarrgemeinde St. Nikolaus von der Flüe Büttelborn/Klein-Gerau/Dornheim/Berkach
- Katholische Pfarrgemeinde St. Johannes der Täufer Weiterstadt/Worfelden

(Zu den drei historischen Kirchengebäuden der evangelischen Gemeinden siehe Abschnitt Sehenswürdigkeiten - Bauwerke)

### Judentum
Bis 1937/38 gab es in Büttelborn eine kleine jüdische Gemeinde, die bis auf das Jahr 1725 zurückgeht, für das erstmals drei jüdische Einwohner dokumentiert sind. 1770 gab es zwei, 1815 vier jüdische Familien im Ort. In den Folgejahren erhöhte sich die Zahl kontinuierlich, von 14 jüdischen Einwohnern im Jahr 1828 bis 42 im Jahr 1861, was einem Anteil an der Bevölkerung von 3,5 Prozent entsprach. Gegen Ende des 19. Jahrhunderts ging die Quote wieder etwas zurück. Die Büttelborner Juden handelten mit Vieh, arbeiteten als Handwerker (etwa als Schneider und Sattler) oder besaßen Kaufläden. Als Begräbnisstätte diente ihnen der jüdische Friedhof in Groß-Gerau.

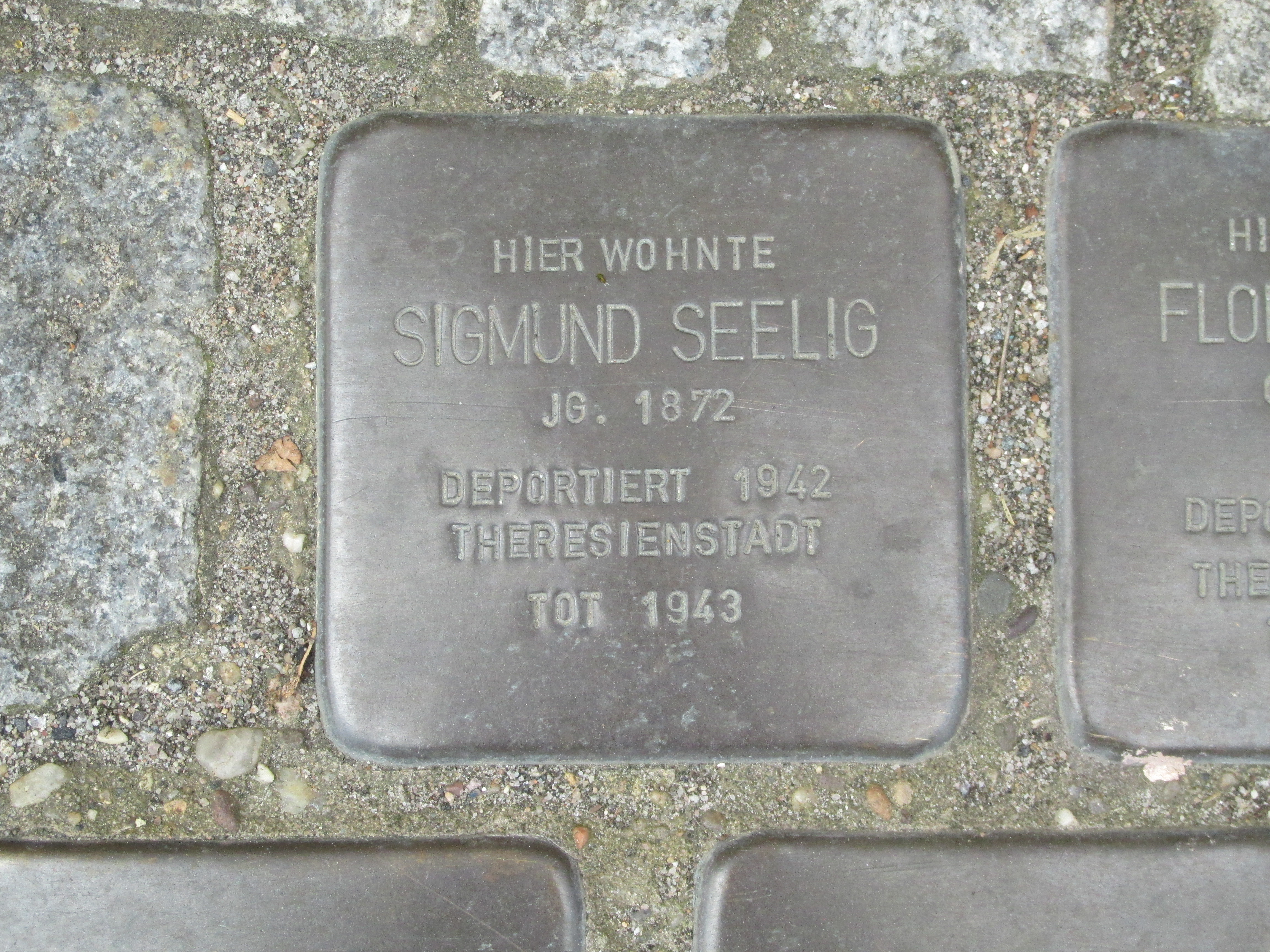
Stolperstein für Sigmund Seelig vor dem Haus Darmstädter Straße 19

1873 erwarb die jüdische Gemeinde eine Schmiedewerkstätte in der Schulstraße 11 und baute das Gebäude zu einer Synagoge um. Auch ein Schulzimmer für den Religionsunterricht wurde eingerichtet. Während der Zeit des Nationalsozialismus wurde die Synagoge zunehmend Ziel von Anschlägen. 1936 wurde sie dabei so stark beschädigt, dass der letzte Vorsteher der Gemeinde, Sigmund Seelig, keinen Ausweg mehr sah und beim Rabbinat in Darmstadt um Genehmigung zum Verkauf des Gebäudes bat, zu dem es schließlich am 2. Juli des Jahres auch kam. Der Käufer ließ das Gebäude anschließend abreißen, um sein Geschäftshaus zu vergrößern.
Grund für die Entscheidung zum Verkauf der Synagoge war sicher auch, dass einige der jüdischen Gemeindemitglieder seit 1933 den Ort verlassen hatten, teilweise durch Wegzug, teilweise durch Auswanderung. Anfang 1938 lebten noch zehn meist ältere jüdische Bürger in Büttelborn. Während der Novemberpogrome 1938 wurde die 70-jährige Betty Seelig von SA-Leuten misshandelt und ihre Wohnung zerstört. Insgesamt fanden während der NS-Herrschaft mindestens elf Jüdinnen und Juden aus Büttelborn den Tod.
Am alten Rathaus von Büttelborn hängt heute eine Gedenktafel für die jüdischen Opfer des Nationalsozialismus. Zudem wurden seit 2011 in allen drei Ortsteilen von Büttelborn insgesamt dutzende Stolpersteine des Künstlers Gunter Demnig vor den ehemaligen Wohnhäusern der jüdischen NS-Opfer zu deren Andenken verlegt.

## Politik
Bei Bundestagswahlen zählt Büttelborn zum Wahlkreis 184 Groß-Gerau, bei Landtagswahlen zum Wahlkreis 48 Groß-Gerau II.

### Gemeindevertretung
Die Gemeindevertretung als oberstes politisches Gremium von Büttelborn wird alle fünf Jahre von den ca. 10.000 Wahlberechtigten gewählt.
Die Kommunalwahl am 14. März 2021 lieferte folgendes Ergebnis, in Vergleich gesetzt zu früheren Kommunalwahlen:
| Sitzverteilung in der Gemeindevertretung 2021Insgesamt 31 Sitze - Linke: 2 - SPD: 13 - GLB: 6 - CDU: 10 | Wahl- jahr | Wahl- beteili- gung | Es entfielen auf die Wahlvorschläge von | Es entfielen auf die Wahlvorschläge von | Es entfielen auf die Wahlvorschläge von | Es entfielen auf die Wahlvorschläge von | Es entfielen auf die Wahlvorschläge von | Es entfielen auf die Wahlvorschläge von | Es entfielen auf die Wahlvorschläge von | Es entfielen auf die Wahlvorschläge von | Es entfielen auf die Wahlvorschläge von | Es entfielen auf die Wahlvorschläge von |
| Sitzverteilung in der Gemeindevertretung 2021Insgesamt 31 Sitze - Linke: 2 - SPD: 13 - GLB: 6 - CDU: 10 | Wahl- jahr | Wahl- beteili- gung | SPD                                     | SPD                                     | CDU                                     | CDU                                     | GLB                                     | GLB                                     | Linke                                   | Linke                                   | Insgesamt                               | Insgesamt                               |
| Sitzverteilung in der Gemeindevertretung 2021Insgesamt 31 Sitze - Linke: 2 - SPD: 13 - GLB: 6 - CDU: 10 | Wahl- jahr | %                   | %                                       | Sitze                                   | %                                       | Sitze                                   | %                                       | Sitze                                   | %                                       | Sitze                                   | %                                       | Sitze                                   |
| Sitzverteilung in der Gemeindevertretung 2021Insgesamt 31 Sitze - Linke: 2 - SPD: 13 - GLB: 6 - CDU: 10 | 2021       | 52,6                | 40,3                                    | 13                                      | 33,8                                    | 10                                      | 18,1                                    | 6                                       | 7,9                                     | 2                                       | 100                                     | 31                                      |
| Sitzverteilung in der Gemeindevertretung 2021Insgesamt 31 Sitze - Linke: 2 - SPD: 13 - GLB: 6 - CDU: 10 | 2016       | 45,6                | 45,9                                    | 14                                      | 35,3                                    | 11                                      | 18,8                                    | 6                                       | –                                       | –                                       | 100                                     | 31                                      |
| Sitzverteilung in der Gemeindevertretung 2021Insgesamt 31 Sitze - Linke: 2 - SPD: 13 - GLB: 6 - CDU: 10 | 2011       | 46,0                | 47,4                                    | 17                                      | 29,1                                    | 11                                      | 23,5                                    | 9                                       | –                                       | –                                       | 100                                     | 31                                      |
| Sitzverteilung in der Gemeindevertretung 2021Insgesamt 31 Sitze - Linke: 2 - SPD: 13 - GLB: 6 - CDU: 10 | 2006       | 47,9                | 55,6                                    | 21                                      | 31,0                                    | 11                                      | 13,3                                    | 5                                       | –                                       | –                                       | 100                                     | 31                                      |
| Sitzverteilung in der Gemeindevertretung 2021Insgesamt 31 Sitze - Linke: 2 - SPD: 13 - GLB: 6 - CDU: 10 | 2001       | 55,8                | 57,9                                    | 22                                      | 28,0                                    | 10                                      | 14,1                                    | 5                                       | –                                       | –                                       | 100                                     | 31                                      |
| Sitzverteilung in der Gemeindevertretung 2021Insgesamt 31 Sitze - Linke: 2 - SPD: 13 - GLB: 6 - CDU: 10 | 1997       | 67,7                | 57,7                                    | 21                                      | 25,9                                    | 10                                      | 16,5                                    | 6                                       | –                                       | –                                       | 100                                     | 31                                      |

Die Arbeit der Gemeindevertretung wird durch vier Ausschüsse unterstützt, in denen Themen vorbereitet werden, damit sie der Gemeindevertretung zur Abstimmung vorgelegt werden können. Die vier Ausschüsse sind:
- der Haupt- und Finanzausschuss
- der Bau-, Planungs- und Verkehrsausschuss
- der Sport-, Kultur- und Sozialausschuss sowie
- der Umwelt-, Energie-, Landwirtschafts- und Forstausschuss.

### Bürgermeister

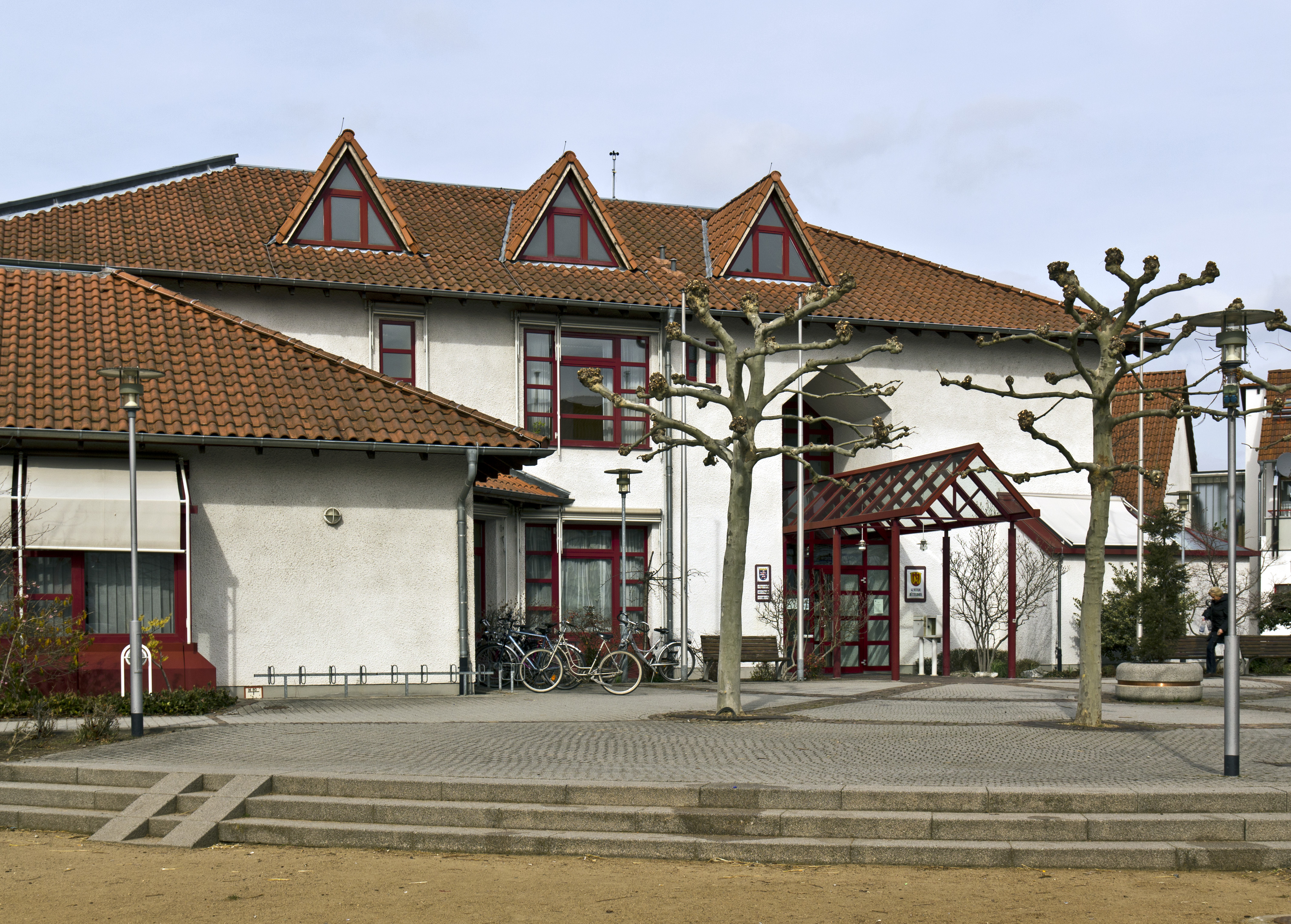
Das neue Rathaus in Büttelborn, Sitz der Gemeindeverwaltung

Nach der hessischen Kommunalverfassung wird der Bürgermeister für eine sechsjährige Amtszeit gewählt, seit dem Jahr 1993 in einer Direktwahl, und ist Vorsitzender des Gemeindevorstands, dem in der Gemeinde Büttelborn neben dem Bürgermeister ehrenamtlich ein Erster Beigeordneter und vier weitere Beigeordnete angehören.
Bürgermeister ist seit dem 8. Juni 2019 Marcus Merkel (SPD). Er setzte sich am 28. Oktober 2018 im ersten Wahlgang gegen Amtsinhaber Andreas Rotzinger (CDU), der sich um eine zweite Amtszeit beworben hatte, bei 67,0 Prozent Wahlbeteiligung mit 57,3 Prozent der Stimmen durch. Es folgte eine Wiederwahl am 2. Februar 2025 gegen zwei unabhängige Kandidaten im ersten Wahlgang.
Amtszeiten der Bürgermeister
- 2019–2031 Marcus Merkel (SPD)[53]
- 2013–2019 Andreas Rotzinger (CDU)[54]
- 1983–2013 Horst Gölzenleuchter (SPD)[57]
- 1958–1983 Hans Imhof (SPD)[58]
- 1945–1958 Georg Führer[58]

### Verwaltung und Finanzen
Die Verwaltung der Gesamtgemeinde befindet sich im Ortsteil Büttelborn in der Mainzer Straße. In den gemeindlichen Einrichtungen (Verwaltung, Kindertagesstätten, Bauhof) sind insgesamt 144 Menschen beschäftigt. Die Gemeinde betreibt sieben Kindertagesstätten, drei Jugendzentren, ein Seniorenheim, ein Bürgerhaus und zwei Sporthallen. Die jährlichen Gesamtausgaben liegen bei knapp 20 Millionen Euro, davon ca. 6 Millionen für das Personal. Der Gesamtschuldenstand liegt per 31. Dezember 2017 bei ca. 15,8 Millionen Euro, was einer Pro-Kopf-Verschuldung von 1076 Euro je Einwohner entspricht. Damit liegt man deutlich unter dem Kreisdurchschnitt (5.891 Euro) und dem Landesdurchschnitt (5189 Euro).

### Wappen und Flagge

#### Wappen
| Wappen von Büttelborn | Blasonierung: „In Gold ein roter Ziehbrunnen, darauf aufgelegt zwei Wappen, enthaltend ein hakenförmiges rotes Ortszeichen auf Gold und ein rotes Ortszeichen in Form eines Ringes mit einem antoniuskreuzartigen Aufsatz in Gold“ |
| Wappen von Büttelborn | Das Wappen wurde am 21. Dezember 1984 durch das Hessische Innenministerium genehmigt. Es zeigt das Ortswappen von Büttelborn – einen roten Ziehbrunnen auf goldenem Grund. Davor sind in klein die beiden Ortswappen von Klein-Gerau und Worfelden dargestellt, jeweils die beiden Ortszeichen ebenfalls in rot auf goldenem Grund. Die ursprünglichen Ortswappen von Klein-Gerau und Worfelden haben die umgekehrte Farbgebung – Gold auf rotem Grund. Bei dem Ortswappen von Worfelden (links) handelt es sich möglicherweise um den Reichsapfel mit Antoniuskreuz, beim Ortswappen von Klein-Gerau (rechts) vermutlich um einen (mehrfach gebrochenen) Gerichtsstab. Die Farbgebung aus Rot und Gold geht auf die Grafschaft Katzenelnbogen zurück. |

#### Flagge
Die Flagge wurde am 2. September 1988 durch das Hessische Innenministerium genehmigt.
„Auf weißer Flaggenbahn, begleitet von zwei roten Randstreifen, in der oberen Hälfte aufgelegt das Gemeindewappen.“

### Städtepartnerschaft
Büttelborn unterhält mit folgender Gemeinde eine Städtepartnerschaft:
- Hœrdt, Frankreich, Département Bas-Rhin, seit 2018

Dazu wurde am 26. Januar 2016 ein Partnerschaftsverein für eine Städtepartnerschaft zwischen Büttelborn und der etwa 185 km entfernten französischen Gemeinde Hœrdt im Elsass gegründet. Seit dem 27. April 2018 sind beide Gemeinden offiziell verschwistert. Initiiert wurde die Partnerschaft vom damaligen Bürgermeister von Büttelborn Andreas Rotzinger. Beide Gemeinden verbinden die Tatsachen, dass sie Zentren des Spargelanbaus sowie bekannte Fastnachtshochburgen sind.

## Sehenswürdigkeiten und Kultur

### Baudenkmäler

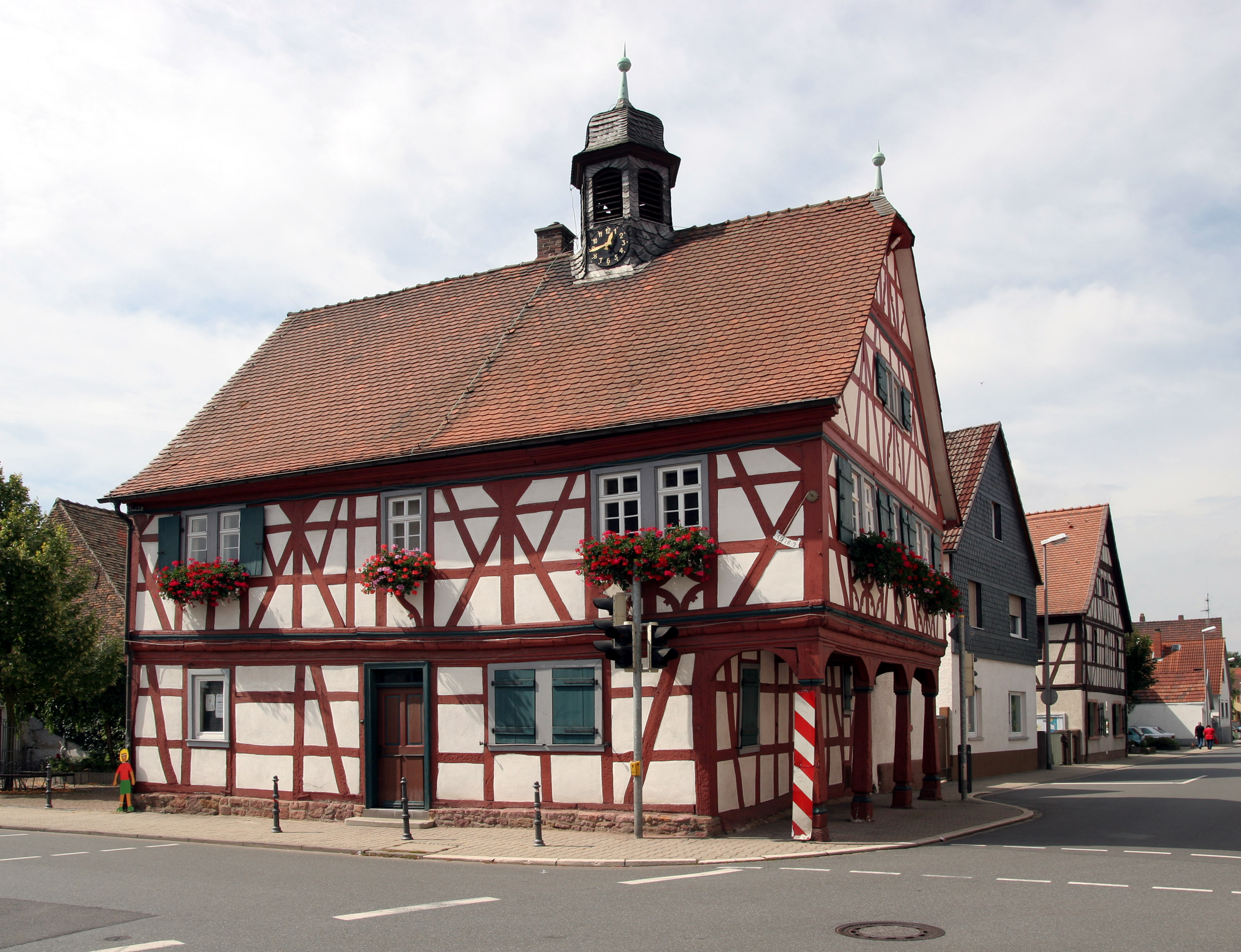
Das historische Rathaus von Klein-Gerau

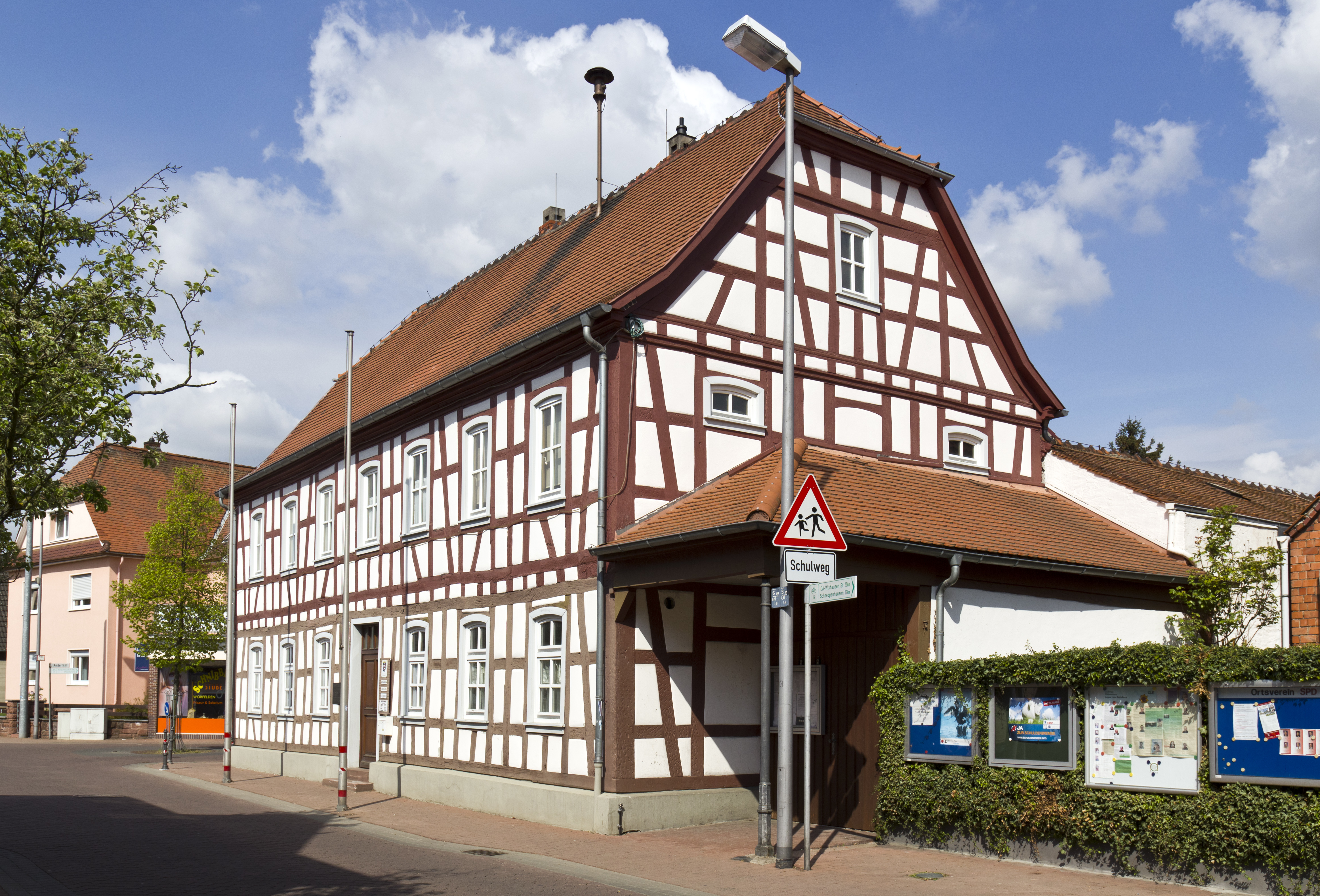
Das historische Rathaus von Worfelden

Die Gemeinde besitzt mehrere Baudenkmäler. Dazu zählen insbesondere die historischen Fachwerk-Rathäuser der drei Ortsteile Büttelborn, Klein-Gerau und Worfelden. Das historische Rathaus von Büttelborn stammt aus dem Jahr 1582, dasjenige von Klein-Gerau aus dem Jahr 1729 und das von Worfelden aus dem Jahr 1775.
Die evangelische Kirche in Büttelborn stammt aus dem Ende des 15. Jahrhunderts (spätgotischer Chor und Sakristei). Das Langhaus wurde 1728 bis 1729 ergänzt. Von 1804 bis 1809 war hier der Darmstädter Kirchenreformer und Publizist Ernst Zimmermann Pfarrer.
Die evangelische Fachwerkkirche in Worfelden wurde bereits 1696 errichtet. Sie besitzt eine wertvolle Orgel des Bamberger Orgelbaumeisters Adam Knaudt, der sie bereits 1623/24 für die Schlosskapelle in Darmstadt fertigte. Sie ist damit eine der ältesten unverändert erhalten gebliebenen Orgeln in Deutschland. Über den Umweg der Bergkirche in Zwingenberg (seit 1709) kam sie 1831 nach Worfelden.
Die evangelische Kirche in Klein-Gerau, ebenfalls ein Fachwerkbau, wurde 1753 als Schulhaus mit Betsaal im Obergeschoss errichtet. Um 1800 unterrichtete hier der Schulmeister Philipp Wilhelm Opel, der Großvater von Adam Opel, welcher viele Jahre später, 1862, in Rüsselsheim die gleichnamige Firma gründete. Erst 1928 kaufte die evangelische Kirchengemeinde das Gebäude und machte es zur Kirche.
In den drei Ortsteilen gibt es darüber hinaus einige historische Fachwerkhäuser und Dreiseitenhöfe, darunter im Ortsteil Büttelborn denjenigen in der Dornheimer Straße Nr. 5 aus dem Jahr 1600 und denjenigen in der Mainzer Straße Nr. 22 aus dem Jahr 1705.

### Naturräume
Südwestlich des Ortsteils Büttelborn liegt das 88 ha große Natur- und Landschaftsschutzgebiet Bruchwiesen. Es handelt sich dabei um ein Niedermoorgebiet, das auf einem ehemaligen Flussbett des Neckar (Altneckarschleife) entstand. Es ist ein Hotspot der biologischen Vielfalt mit bis zu 120 Vogelarten, darunter der Weißstorch, der hier mit über 30 Brutpaaren ganzjährig vertreten ist. Im Jahr 2021 konnte sogar 275 Exemplare gezählt werden. Auch das sehr seltene Zwergsumpfhuhn (Porzana pusilla), die kleinste in Europa vorkommende Rallenart, wurde hier schon beim Brüten beobachtet. Zur Landschaftspflege lässt der Naturschutzbund Deutschland (Nabu), dem die Flächen größtenteils gehören, hier seit 2019 im Sommer Galloways und Rotes Höhenvieh weiden.
Südlich an die Bruchwiesen grenzt teilweise noch auf Büttelborner Gemarkung das 150 ha umfassende Naturschutzgebiet Torfkaute - Bannholz von Dornheim-Wolfskehlen unmittelbar an.

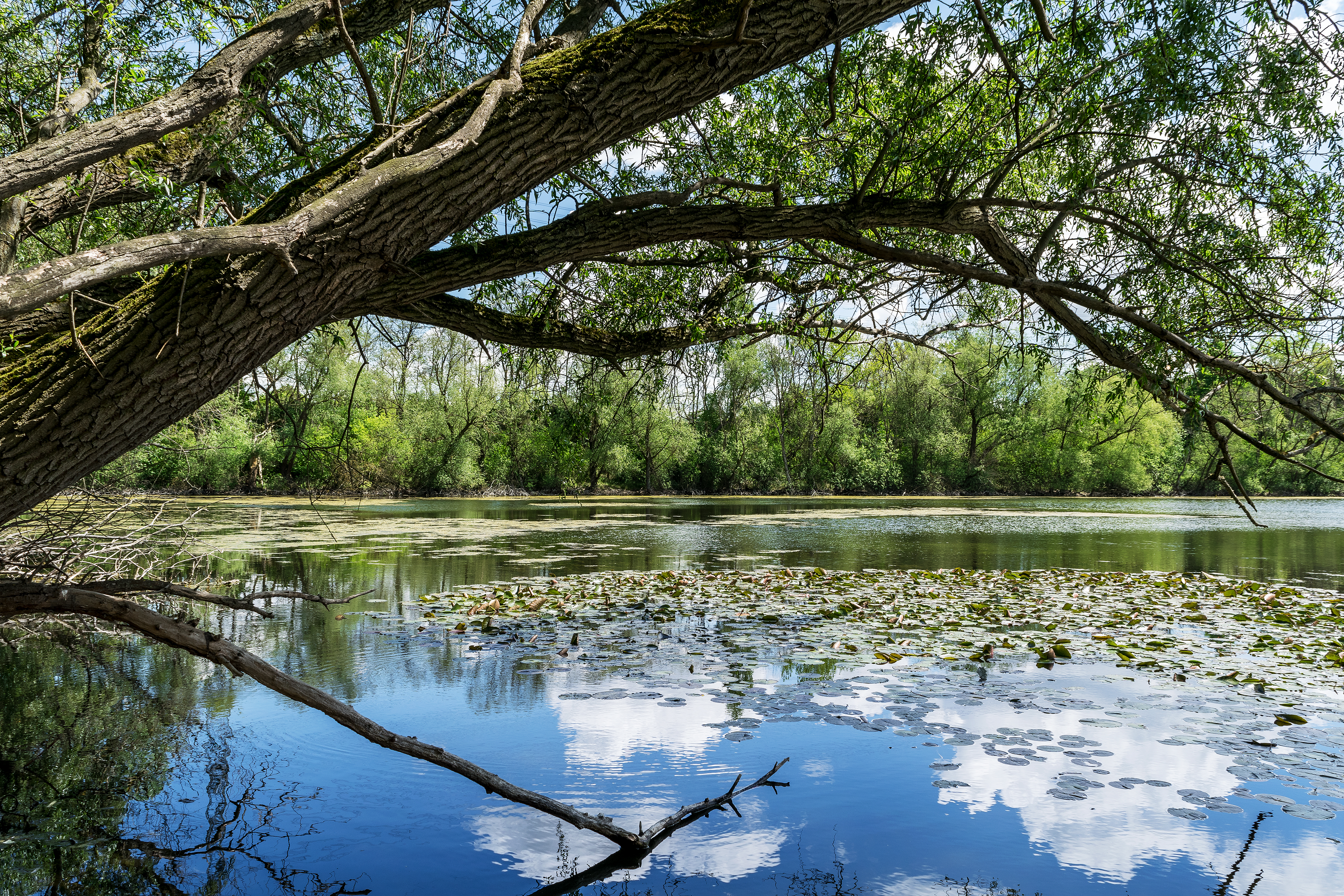
Naturschutzgebiet Teich am Braunshardter Tännchen

Östlich von Büttelborn liegt ein weiteres ca. 9 ha großes Naturschutzgebiet, der Teich am Braunshardter Tännchen. Das Gewässer dient hauptsächlich als Rastplatz für Zugvögel.
Nördlich des Ortsteils Klein-Gerau liegt schließlich noch das ca. 5,5 ha große Naturschutzgebiet Am Belzberg. Bei der Unterschutzstellung am 14. Februar 1996 ging es vor allem um die Erhaltung der „Sandrasen- und Zwergbinsengesellschaften“.
Darüber hinaus gibt es in den Ortsteilen mehrere Naturdenkmäler, bestehend aus mehreren alten Platanen, Linden und Kastanien.

### Theater
Mit dem Café Extra in der Schulstraße verfügt Büttelborn über Hessens kleinste kommunale Bühne (80 Sitzplätze). Die Kleinkunstbühne hat seit ihrer Gründung im Jahr 1989 mehr als 500 Veranstaltungen aus den Bereichen Kabarett, Comedy, Varieté und Konzerte durchgeführt.

### Vereine
Mit etwa 60 Vereinen besitzt Büttelborn ein reges Vereinsleben, u. a. aus den Bereichen Sport, Musik, und Heimatpflege. Zu den größten Vereinen zählen:
- Sport- und Kulturvereinigung 1904/46 e. V. (SKV Büttelborn)
- Turnverein 1888 Büttelborn e. V. (TV Büttelborn)
- SV 1912 Klein-Gerau e. V. (SV Klein-Gerau)
- RMSV 1908 Klein-Gerau (Radsport)
- Kerb Kloa-Gere e. V.
- RC 1903 Worfelden (Radsport)
- TSG 1888/46 e. V. Worfelden
- Pool Billard Club PHOENIX Büttelborn e. V. (PBC Phoenix Büttelborn)
- Fun Time Big Band „Swing & Jazz made in Worfelden“
- Heimat- und Geschichtsverein Worfelden
- Blasorchester Büttelborn e. V.[67]
- MGV Liederkranz Büttelborn 1863 e. V.
- Sängervereinigung 1878 Klein-Gerau
- Gesangverein „Frohsinn“ 1880 Worfelden
- Dancing Maniacs e. V. (Tanzsport)
- Verein für Heimatpflege Klein-Gerau
- Hubertus Schützengesellschaft (HSG)[68]
- Generationenhilfe Büttelborn e. V.[69]
- Heimat- & Geschichtsverein Büttelborn e. V.[70]
- OGV Büttelborn e. V.[71]

### Regelmäßige Veranstaltungen
- Seit 1948 veranstalten die Büttelborner Carneval Abteilung (BCA) und der Kulturring Büttelborn jedes Jahr im Februar die Fastnachtsveranstaltungen in der Gemeinde. Neben mehreren Prunksitzungen wird seit 1951 auch ein Fastnachtsumzug am Rosensonntag durchgeführt.
- Zwischen April und Juni finden die so genannten Spargelfesttage mit wechselnden Veranstaltungen an verschiedenen Orten statt. An der „Spargelkerb“, die Ende Juni vor dem Johannistag stattfindet, wird seit 1950 von den „Kerweborsch vun de Tornhall“ jährlich die Spargelkönigin gekrönt.
- In allen drei Ortsteilen wird alljährlich eine Kerb ausgerichtet: in Worfelden am letzten Wochenende im August, in Klein-Gerau am ersten Wochenende im September und in Büttelborn am dritten Wochenende im September.  Die Büttelborner Kerb wird mindestens seit 1728 gefeiert. Früher gab es im Ortsteil Büttelborn mehrere Kerweborschgruppen, z. B. die Kerweborsch vom Schwanen, von der Linde und vom Schützenhof. Heute wird nur noch in und um die Turnhalle (seit 1949) („Biddelberner Kerb in de Tornhall“) gefeiert. Aufgezogen wird die Kerb von den „Kerweborsch vun de Tornhall“.[72]
- Am ersten Adventswochenende gibt es rund um das Rathaus in der Mainzer Straße in Büttelborn einen Adventsmarkt.[73]
- Im Jahr 2016 haben sowohl Büttelborn selbst als auch die Ortsteile Klein-Gerau und Worfelden erstmals an der alle 2 Jahre stattfindenden Aktion „Der Kreis rollt“ teilgenommen. Viele Vereine und Institutionen beteiligten sich mit Ständen und Ausstellungen.[74][75]

## Wirtschaft und Infrastruktur

### Flächennutzung
Das Gemeindegebiet umfasst eine Gesamtfläche von 3001 Hektar, davon entfallen in ha auf:
| Nutzungsart             | Nutzungsart             | 2011 | 2015 |
| ----------------------- | ----------------------- | ---- | ---- |
| Gebäude- und Freifläche | Gebäude- und Freifläche | 334  | 335  |
| davon                   | Wohnen                  | 190  | 190  |
|                         | Gewerbe                 | 8    | 8    |
| Betriebsfläche          | Betriebsfläche          | 28   | 32   |
| davon                   | Abbauland               | 2    | 2    |
| Erholungsfläche         | Erholungsfläche         | 29   | 30   |
| davon                   | Grünanlage              | 10   | 10   |
| Verkehrsfläche          | Verkehrsfläche          | 239  | 239  |
| Landwirtschaftsfläche   | Landwirtschaftsfläche   | 1741 | 1736 |
| davon                   | Moor                    | 0    | 0    |
|                         | Heide                   | 0    | 0    |
| Waldfläche              | Waldfläche              | 571  | 574  |
| Wasserfläche            | Wasserfläche            | 52   | 52   |
| Sonstige Nutzung        | Sonstige Nutzung        | 5    | 5    |

### Wirtschaftsstruktur
Die Gemeinde verfügt über Gewerbeflächen mit einer Gesamtgröße von ca. 30 Hektar. In allen drei Ortsteilen gibt es jeweils ein Gewerbegebiet, das größte davon in Büttelborn („Hessenring“).
Die landwirtschaftlich genutzte Fläche von ca. 1.792 Hektar wird von etwa 30 Betrieben bewirtschaftet. Auf dem fruchtbaren Boden des Rieds wird hauptsächlich Gemüse und Obst angebaut (Kartoffeln, Spargeln, Weiß- und Rotkohl, Erdbeeren etc.).
Östlich des Ortsteils Büttelborn liegt die Kreismülldeponie, die im Jahr 2030 planmäßig geschlossen werden soll. Im Juli 2023 hat das Regierungspräsidium Darmstadt den Betreiber der Deponie zur Aufnahme von ca. 3.200 Tonnen freigemessenen mineralischen Abfalls aus dem Rückbau des Kernkraftwerkes Biblis verpflichtet, da der eigentlich zuständige Kreis Bergstraße über keine Deponie der benötigten Deponieklasse verfüge und Büttelborn die nächstgelegene sei. Dagegen wehren sich die Gemeinde und der Betreiber derzeit juristisch.
Unmittelbar östlich an der Gemarkungsgrenze auf Weiterstädter Gebiet liegt die Justizvollzugsanstalt Weiterstadt.

### Verkehr

#### Straßenverkehr
Büttelborn besitzt eine Anschlussstelle an der Bundesautobahn 67 (Anschlussstelle Nr. 5), zudem führt die Bundesstraße 42 als Ortsumgehung unmittelbar am Ortsteil Büttelborn vorbei. Durch das Gemeindegebiet verlaufen außerdem die Landesstraßen L 3094 (nach Weiterstadt bis zur B 42) und L 3303 (nach Griesheim bis zur B 26) sowie die Kreisstraßen K 139 (zum Weiterstädter Ortsteil Schneppenhausen), K 160 (zum Groß-Gerauer Stadtteil Berkach/B 44) und K 164 (zur B 44 zwischen Groß-Gerau und Mörfelden-Walldorf).

#### Bahnverkehr und öffentlicher Personennahverkehr (ÖPNV)
Der Ortsteil Klein-Gerau hat einen Haltepunkt an der Rhein-Main-Bahn (Strecken-km 22,0). Mit der Regionalbahn lassen sich stündlich Wiesbaden (38 Minuten), Mainz (24), Darmstadt (9) und Aschaffenburg (59) erreichen. Zudem befindet sich in direkter Nachbarschaft zu Büttelborn der Bahnhof Groß Gerau-Dornberg der Riedbahn. Von dort fahren Regionalexpress-Züge ebenfalls stündlich in 25 Minuten nach Frankfurt am Main und in 45 Minuten nach Mannheim. Von Groß-Gerau-Dornberg verkehrt auch die Linie S7 der S-Bahn Rhein-Main im 30-Minuten-Takt zum Frankfurter Hauptbahnhof. Zudem gibt es mehrere Busverbindungen nach Groß-Gerau, nach Darmstadt, nach Griesheim sowie in weitere Orte des Kreises Groß-Gerau.

#### Flugverkehr
Der Rhein-Main-Flughafen in Frankfurt am Main liegt etwa 15 km Luftlinie nördlich von Büttelborn. Über die A67 und A3 (via Rüsselsheimer Dreieck und Mönchhofdreieck) oder über die B42 und A5 (via Weiterstadt und Frankfurter Kreuz) lässt er sich in etwa 20 Minuten mit dem Auto erreichen. Mit dem Zug benötigt man vom Bahnhof Groß-Gerau Dornberg mit einem Umstieg in Frankfurt-Stadion oder Frankfurt-Niederrad etwa 30 Minuten. Alternativ beträgt die Fahrzeit vom Bahnhof Klein-Gerau mit Umstieg im Bahnhof Mainz-Bischofsheim etwa 40 Minuten. 

#### Fluglärm
Alle drei Ortsteile von Büttelborn liegen in nahezu direkter südlicher Verlängerung der Startbahn 18 West des Flughafens. Dabei beträgt die Entfernung zwischen der Südspitze der Startbahn und der nördlichsten Bebauung (in Worfelden) nur 7,3 km bei einer Länge der Startbahn von 4,0 km. Daher besteht in der Gemeinde - je nach Art der startenden Flugzeuge und je nach Höhe, die sie dort erreichen - teilweise erheblicher Fluglärm. Laut Fluglärmkarte des Flughafens beträgt die Lärmbelastung zwischen 55 und 60 dB(A), in den nördlichen Siedlungsgebieten teilweise auch 60 bis 65 dB(A). Aufgrund dieser Lärmbelastung wurde im Regionalplan Südhessen ein Siedlungsbeschränkungsgebiet ausgewiesen, innerhalb dessen eine Besiedelung zu Wohnzwecken nicht zulässig ist. Lediglich bereits bestehende Bebauungspläne sind davon ausgenommen. Die Büttelborner Ortsteile Worfelden und Klein-Gerau unterliegen fast vollständig dieser Siedlungsbeschränkung, auch der östliche Teil von Büttelborn ist davon betroffen, was die Gemeinde in ihrer weiteren Entwicklung nicht unerheblich beeinträchtigt.

### Schulen und Kindergärten
In der Gemeinde gibt es drei Grundschulen, die Pestalozzi-Schule in Büttelborn, die Erich-Kästner-Schule in Klein-Gerau (ca. 130 Schülerinnen und Schüler) und die Grundschule Worfelden. Weiterführende Schulen befinden sich in Groß-Gerau und Darmstadt.
In Klein-Gerau und Worfelden gibt es jeweils zwei und in Büttelborn drei Kindergärten mit zusammen 698 Plätzen. Der größte von ihnen ist die direkt der Grundschule Worfelden gegenüberliegende Kindertagesstätte „Im Baumgarten“ mit 150 Plätzen.

### Sport- und Freizeiteinrichtungen
Im Ortsteil Worfelden befindet sich der Golfplatz Bachgrund. Er verfügt über einen 18- und einen 9-Loch-Platz, einen weiteren 9-Loch-Übungsplatz mit Kurzbahnen und eine Driving-Range mit Flutlichtanlage. Der 18-Loch-Meisterschaftsplatz „Nessie“ hat eine Linkscourse-Charakteristik.
Den drei Grundschulen ist jeweils eine Sporthalle angegliedert, die auch von den örtlichen Vereinen genutzt werden, darunter die Kreissporthalle Büttelborn, eine Dreifachturnhalle. Der TV Büttelborn besitzt zudem eine eigene Halle (Tornhall). Als Veranstaltungsstätten stehen ferner die Volkshäuser in Büttelborn und Klein-Gerau sowie das Bürgerhaus in Worfelden zur Verfügung.
Darüber hinaus gibt es in der Gemeinde insgesamt sechs Fußballplätze (je zwei in den drei Ortsteilen) sowie 13 Tennisplätze (6 in Büttelborn, 4 in Klein-Gerau und 3 in Worfelden).
Ein Schwimmbad besitzt die Gemeinde dagegen nicht. Hierfür müssen die Hallen- und Freibäder in Groß-Gerau oder Weiterstadt genutzt werden.

## Persönlichkeiten
- Adam Senßfelder (auch Senssfelder) (1848–1924), Abgeordneter der Zweiten Kammer der Landstände des Großherzogtums Hessen
- Ernst Feick (1911–2007), 1955 bis 1966 Präsident des Deutschen Handballbundes
- Angelina Krauße (* 1994), Springreiterin